# Ingrid Robeyns
Ingrid A.M. Robeyns (Lovaina, 10 de septiembre de 1972) es una economista y filósofa belga especialmente conocida por su trabajo sobre desarrollo humano, economía feminista y su reexamen del enfoque de la capacidad de Amartya Sen con perspectiva de género. En la actualidad es catedrática del departamento de Filosofía y Estudios Religiosos de la Universidad de Utrecht. Desde abril de 2017 preside la Asociación de Desarrollo Humano y Capacidad.

## Trayectoria
Se licenció en economía en la Katholieke Universiteit Leuven en 1994 y posteriormente estudió ciencias sociales y políticas en Alemania en la Universidad de Gotinga regresando a la Katholieke Universiteit Leuven para realizar una maestría que completó en 1997. En 2003 obtuvo el doctorado en filosofía y economía en la Universidad de Cambridge. Realizó su tesis sobre la desigualdad de género y el enfoque de la capacidad, un marco teórico iniciado por el filósofo y economista Amartya Sen en la década de los 80, que Robeyns reexamina. También posee una maestría en filosofía por la Open University (2007).
Además de su reexamen sobre el enfoque de la capacidad de Sen, sus principales áreas de investigación son las teorías normativas de la desigualdad y la justicia, y algunas áreas particulares de aplicación, como las desigualdades de género, la justicia para la infancia y los padres y los problemas de la justicia global.
En 2006, la Organización Holandesa para la Investigación Científica (NWO) le otorgó una beca Vidi de cinco años para la investigación sobre teorías de la justicia. La investigación trata de la justicia dentro del estado de bienestar para la infancia, para quienes son padres y madres, y quienes no lo son. 
En la actualidad es miembro de la Dutch Young Academy de la Royal Academy of Sciences.
Colabora con la revista digital "Out of the Crooked Timber of humanity, no straight thing was ever made".
Ocupa la Cátedra de Ética de las Instituciones en la Facultad de Humanidades y el Instituto de Ética asociado de la Universidad de Utrecht y miembro de la Asociación de Desarrollo Humano y Capacidad (HDCA), organización de la que fue elegida presidenta en abril de 2017.

## Enfoque de la capacidad con perspectiva de género
Al enfoque de la capacidad, iniciado por Amartya Sen Robeyns incluye aspectos fundamentales como el trabajo doméstico y de cuidado no remunerado, la inserción de autonomía personal a través de un trabajo remunerado y tener autonomía sobre el tiempo.
- Vida y salud física y mental.
- Integridad y seguridad física.
- Relaciones sociales.
- Empoderamiento.
- Educación y conocimiento.
- Acceso y control de los recursos privados y públicos.
- Reproducción social y cuidado no remunerado.
- Trabajo remunerado y otros proyectos.
- Protección y medio ambiente.
- Movilidad.
- Autonomía del tiempo y actividades lúdicas.
- Respeto y dignidad, religión y espiritualidad.

## Vida personal
En 2013 obtuvo la nacionalidad holandesa reclamando el derecho de la doble nacionalidad, la belga por el lugar donde nació y la holandesa por el lugar donde reside y donde han nacido sus hijos.

## Publicaciones

### Libros
- Robeyns, Ingrid (July 2002). Gender inequality: a capability perspective (Tesis de PhD). Cambridge University. OCLC 894596063.
- Robeyns, Ingrid; Kuklys, Wiebke (2004). Sen's Capability Approach to welfare economics – Cambridge working paper in economics 0415. Cambridge, England: Department of Applied Economics, University of Cambridge. Archivado desde el original el 18 de noviembre de 2017. Consultado el 12 de octubre de 2018.
- Robeyns, Ingrid; Agarwal, Bina; Humpries, Jane (2005). Amartya Sen's work and ideas: a gender perspective. Oxon, England: Routledge. ISBN 9780415373203.
- Robeyns, Ingrid; Brighouse, Harry (2010). Measuring justice: primary goods and capabilities. Cambridge, England: Cambridge University Press. ISBN 9781843156994.
- Robeyns, Ingrid (2014). The Capability Approach. Cambridge, England: Open Book Publishers. ISBN 9781909254909
- Robeyns, Ingrid; van Hees, Martin; Nys, Thomas (2014). Basisboek ethiek. Amsterdam, Holland: Uitgeverij Boom. ISBN 9789461059321.
- Robeyns, Ingrid (2017). Wellbeing, Freedom and Social Justice: The Capability Approach Re-Examined. Cambridge, England: Open Book Publishers. ISBN 9781783744237.